# 対馬塚古墳
対馬塚古墳（つしまづかこふん）は、長崎県壱岐市勝本町立石東触にある古墳。形状は前方後円墳。壱岐古墳群（国の史跡）を構成する古墳の1つ。
壱岐島では双六古墳に次ぐ第2位の規模の前方後円墳で、6世紀後半頃の築造と推定される。

## 概要
壱岐島中央部、標高100メートルの丘陵上に築造された古墳である。「対馬塚」の名は対馬島を見渡せることが由来と見られる。昭和初期に松本友雄による調査が、1981年（昭和56年）に松永泰彦による調査が、1991年（平成3年）に長崎県教育委員会による墳丘・石室の実測調査がなされたほか、1997年-2000年（平成9年-12年）にも調査がなされている。

## 墳丘
墳丘は前方後円形で、規模は次の通り。
- 墳丘長：約65メートル
- 後円部：直径約36メートル、高さ約8メートル
- 前方部：幅約25メートル

双六古墳同様、墳丘の前方部は後円部に比して長く、後円部はお椀を伏せたような急斜面をなす特徴を有している。戦時中に高射砲を据えるため後円部墳頂が削平され、途中に段も付されており、現在では2段築成かのような外見となっている。他の外部施設として、葺石や周濠は認められていない。現在は前方部の裾部に祠が祀られている。

## 埋葬施設
埋葬施設は複室構造の両袖式横穴式石室で、玄室・前室の2室と羨道で構成される。史料によると、江戸時代にはすでに石室は開口し人が出入りしていたという。石室の規模は次の通り。
- 石室全長：9.4メートル[2]（11メートル[3]）
- 玄室：長さ約3.6メートル、幅約2.4メートル、高さ約3.8メートル
- 前室：長さ約3.9メートル、幅約1.5メートル

## 出土品
出土品としては、金製品・金銅製大刀柄頭・馬具類・トンボ玉・陶器・新羅土器が見つかっている。

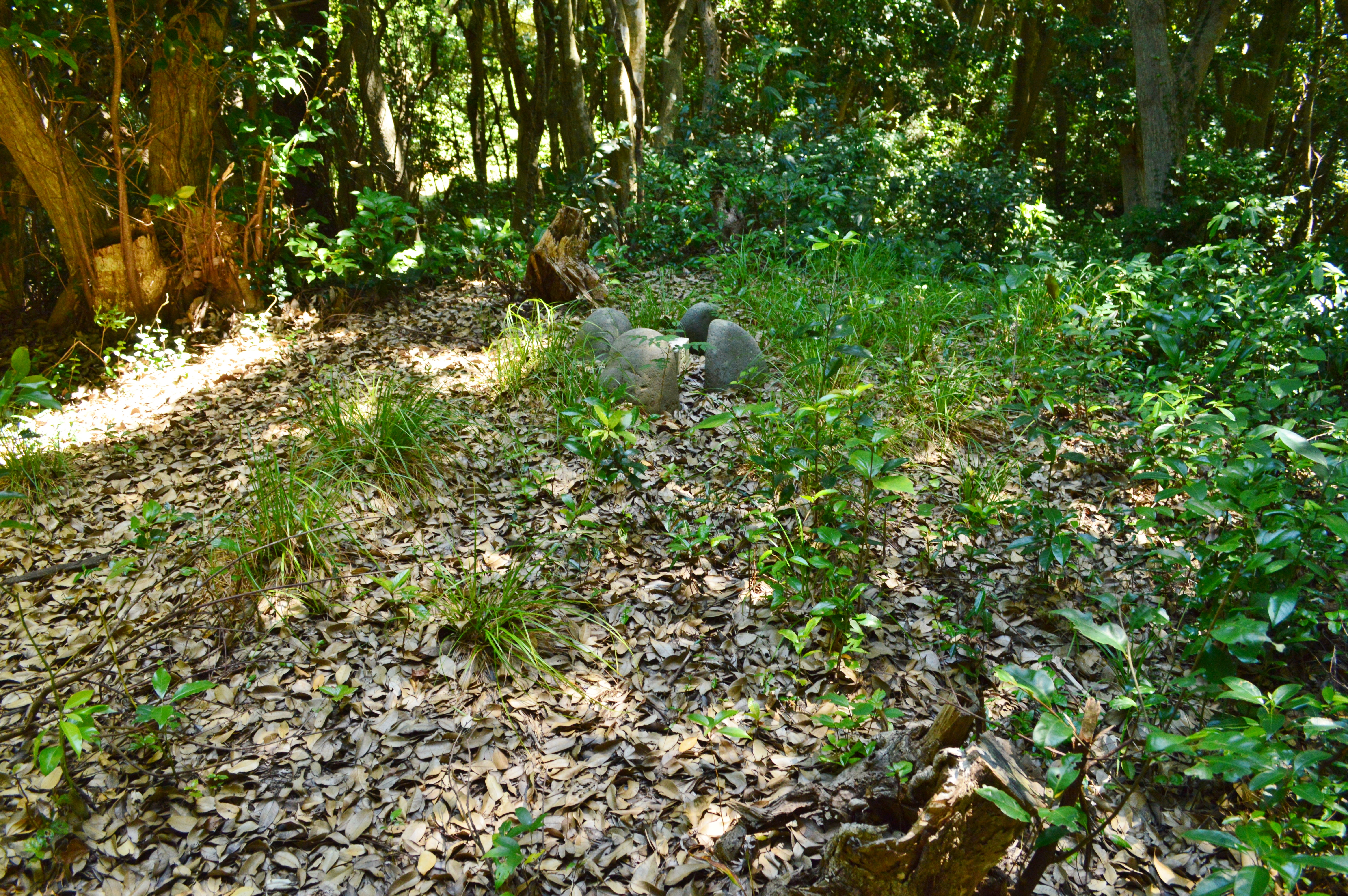
後円部墳頂

## 関連施設
- 壱岐市立一支国博物館（壱岐市芦辺町深江鶴亀触）

## 関連文献
（記事執筆に使用していない関連文献）
- 『県内古墳詳細分布調査報告書 -県内古墳の墳丘・石室の資料化に伴う報告書-』長崎県教育委員会〈長崎県文化財調査報告書第106集〉、1992年。 - リンクは奈良文化財研究所「全国遺跡報告総覧」。
- 『対馬塚古墳 -市内遺跡発掘調査事業に伴う発掘調査-』壱岐市教育委員会〈壱岐市文化財調査報告書第6集〉、2005年。
- 『壱岐の島の古墳群 -現状調査-』壱岐市教育委員会〈壱岐市文化財調査報告書第20集〉、2012年。